# Strada Stavropoleos
La Strada Stavropoleos est une petite rue de Bucarest.

## Situation et accès
Elle commence sur la Calea Victoriei en face du Palatul C.E.C. et est parallèle à la Strada Lipscani et la Strada Franceză.

## Origine du nom
Elle tire son nom de l'Église du monastère Stavropoleos.

## Bâtiments remarquables et lieux de mémoire
Cette rue est connue pour l'église du monastère Stavropoleos, église du XVIIIe siècle, et pour la brasserie Caru' cu Bere.
Le Musée national d'histoire de Roumanie se trouve à l'angle de la Strada Stavropoleos et de la Calea Victoriei.